# Hydractinia echinata
Hydractinia echinata — вид гідроїдних кнідарій родини Hydractiniidae.

## Поширення
H. echinata поширений в північній частині Атлантичного океану, у суміжних водах Арктичного океану, в затоці Святого Лаврентія, Балтійському та Північному морях. Південна межа ареалу на сході знаходиться біля узбережжя Північної Африки, на заході — в Мексиканській затоці. Мешкає в узбережній зоні на глибині від 0 до 662 м.

## Опис
Hydractinia echinata утворює рожево-коричневі (коли живі) або звичайні коричневі (коли мертві) колонії на черепашках черевоногих молюсків, які займає рак-відлюдник Eupagurus bernhardus. Концентруються найбільше біля отвору панцира. Колонія утворює килимок до 3 мм завтовшки. В колонії є три типи поліпів. Харчові поліпи, схожі на булаву, виростають до тринадцяти міліметрів у довжину і мають два ряди по вісім щупалець, нижній набір коротший за верхні. Є також чоловічі та жіночі репродуктивні поліпи (гонозоїди), які мають кілька коротких кінцевих щупалець. Серед них розкидані спеціалізовані захисні жалячі поліпи (дактилозооїди), які мають вигляд довгих звивистих ниток. Під час розмноження гонозоїди звільняють повзучих личинок планул, які відслідковують рухомі черепашки.